# Złodzieje i policjanci
Zlodzieje i policjanci (wł. Guardie e ladri) – włoska komedia filmowa z 1951 roku w reżyserii Mario Monicellego i Steno. Zdjęcia kręcono w Rzymie.

## Obsada
- Totò, jako Ferdinando Esposito
- Aldo Fabrizi jako Lorenzo Bottoni
- Pina Piovani jako Donata Esposito
- Carlo Delle Piane
- Alida Cappellini
- Ernesto Almirante
- Gino Leurini
- Ave Ninchi
- Rossana Podestà jako córka
- Paolo Modugno
- Aldo Giuffré
- Mario Castellani
- William Tubbs jako pan Locuzzo